# Västgöta dragonregemente
Denna artikel handlar om ett kavalleriregemente, som även kallats Västgöta regemente. För infanteriregementet med detta namn, se Västgöta regemente.
Västgöta dragonregemente var ett kavalleriförband inom svenska armén som verkade i olika former åren 1628–1811. Regementsmötesplatsen fanns först vid Eggby ängar nordväst om Skara, från 1745 på Axevalla hed mellan Skara och Skövde. Chefsbostället fanns först i Götala i Skara landsförsamling, men flyttades 1730 till Orreholmen i Skörstorps socken. Det utarrenderades under 1800-talet och flyttades senare till Lilla Bjurum i Vättlösa socken.

## Historia

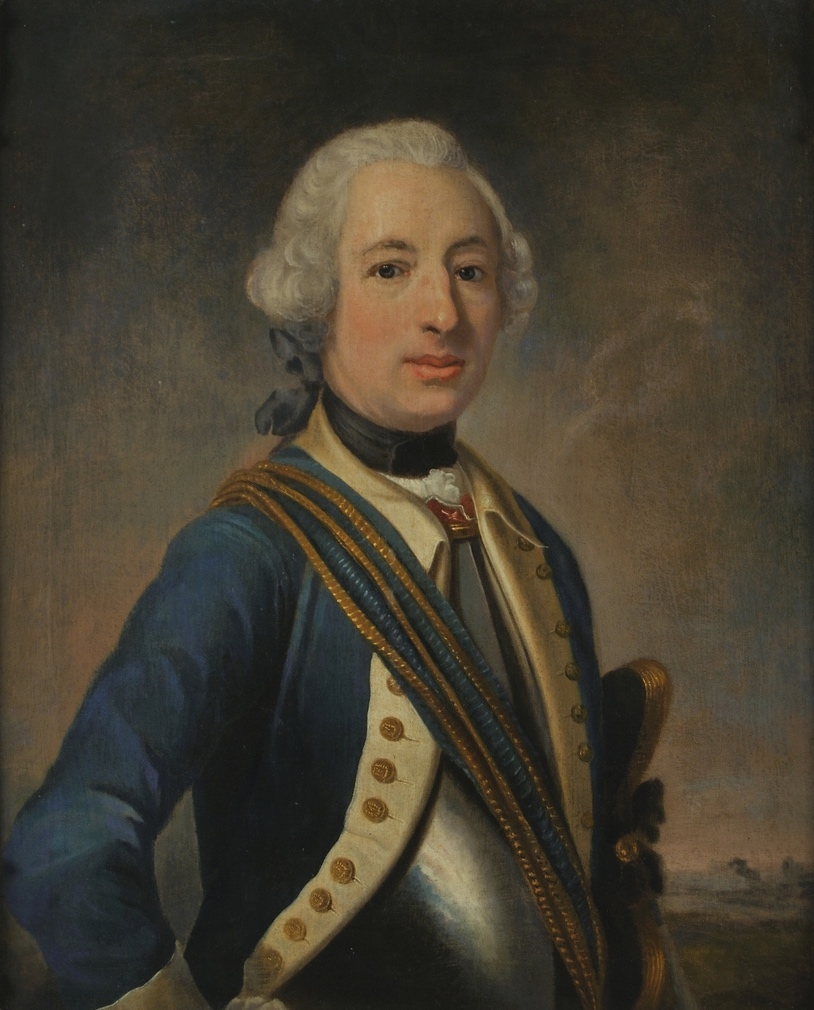
Carl Vilhelm Åkerhielm iklädd uniform m/1756 och harnesk för Västgöta kavalleriregemente. På en målning från ca 1760 av okänd konstnär.

Regementet har historiska traditioner från de ryttarfanor som sattes upp i Västergötland under 1500-talet och som 1628 bildade ett regemente, Västgöta regemente till häst. I 1634 års regeringsform fastställdes den svenska regementetsindelningen, där det angavs att armén skulle bestå av 28 regementen till häst och fot, med fördelningen av åtta till häst och 20 till fot. De indelta och roterande regementena namngavs efter län eller landskap, medan de värvade regementena uppkallades efter sin chef. Regeringsformen angav Västgöta och Dals ryttare som det tredje kavalleriregementet i ordningen. Dock blev det ett nummer som aldrig användes, annat än för att ange regementets plats, enligt den då gällande rangordning. Regementets första chef var Erik Soop. År 1655 ändrades namnet till Västgöta kavalleriregemente och 1691 blev regementet indelt.
Regementet deltog i slaget vid Gadebusch, men har inte fått det segernamnet tilldelat sig. Efter Gadebusch marscherade den svenska hären, vilken bland annat bestod av Västgöta regemente, västerut. Då både förplägnad och ammunition sinade tvingades Magnus Stenbock med sin kvarvarande armé att kapitulera den 6 maj 1713 vid Tönnigen i norra Tyskland, något som kom att kallas för Stenbocks kapitulation vid Tönnigen. Kapitulationen resulterade i att flera svenska regementen upplöstes och hamnade i dansk fångenskap, däribland hela Västgöta regemente. Regementet återuppsattes senare samma år i Sverige igen.
År 1792 omorganiserades regementet till dragonregemente och 1802 erhöll det namnet Västgöta linjedragonregemente. År 1806 ändrades namnet till Västgöta dragonregemente. Enligt ett kungligt brev Västgöta dragonregemente blev regementet ett infanteriregemente från den 19 mars 1811. Ändringen var avsedd som tillfällig och begränsad till 30 år, men kom att kvarstå under regementets fortsatta tillvaro. I samband med regementet överfördes från kavalleriet till infanteriet antogs namnet Västgöta regemente.

## Förläggningar och övningsplatser

### Övningsplatser
Regementet övades från 1689 på Eggby ängar, öster om Skara och från 1745 på Axevalla hed, mellan Skara och Skövde. Förbandets klassiska övningsplats var Axevalla hed, där kasernbyggnaderna har övertagits av Axevalla folkhögskola, men blev senare förlagt i Vänersborg.

## Heraldik och traditioner
Regementets fana "på duk ginstyckad i svart och gult i en runt fält Västergötlands vapenbild i omvända tinkturer; ett upprest lejon åtföljt i övre yttre och nedre inre hörnet av en stjärna av silver. Segernamn runt skölden". Västgöta dragonregementes traditioner och fanor fördes vidare av Västgöta regemente.

## Förbandschefer
Regementschefer verksamma vid regementet åren 1679–1811.

- 1679–1708: Georg Zelow
- 1708–1710: Lars Hierta
- 1710–1714: Carl Gustaf Dücker
- 1714–1719: Hans von Fersen
- 1719–1721: Carl Frölich
- 1721–1731: Carl  Kruse
- 1731–1737: Axel Spens
- 1737–1740: Diedrik Johan von Löwenstern
- 1740–1747: Johan Fredrik Didron
- 1747–1749: Johan von Kaulbars
- 1749–1768: Axel Wrede-Sparre
- 1768–1775: Lars  Hierta
- 1775–1785: Carl Julius Bernhard von Bohlen
- 1785–1808: Georg Wilhelm Fock
- 1808–1811: Måns Palmstierna

## Namn, beteckning och förläggningsort
| Kungl. Västgöta regemente till häst  | 1628-??-?? | – | 1634-??-?? |
| Kungl. Västgöta och Dals ryttare     | 1634-??-?? | – | 1655-??-?? |
| Kungl. Västgöta kavalleriregemente   | 1655-??-?? | – | 1713-05-06 |
| Kungl. Västgöta kavalleriregemente   | 1713-??-?? | – | 1802-??-?? |
| Kungl. Västgöta linjedragonregemente | 1802-??-?? | – | 1806-??-?? |
| Kungl. Västgöta dragonregemente      | 1806-??-?? | – | 1811-03-18 |

| Eggby ängar (M)  | 1689-??-?? | – | 1745-08-25 |
| Axevalla hed (M) | 1745-08-26 | – | 1811-03-18 |

## Galleri

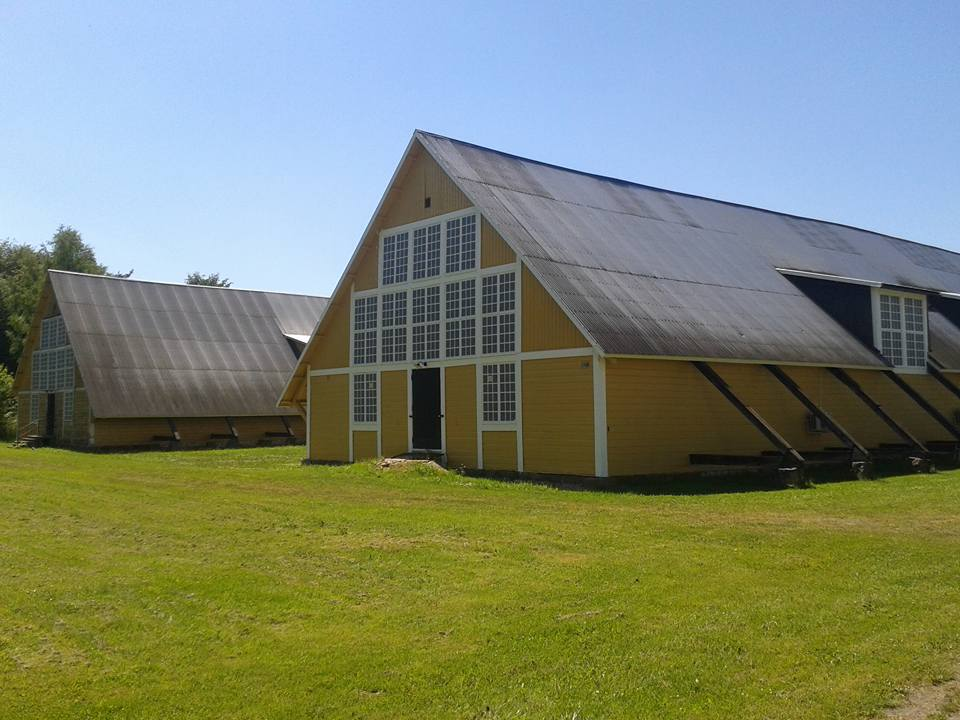
Regementets tidigare lägerhyddor på Axevalla hed.
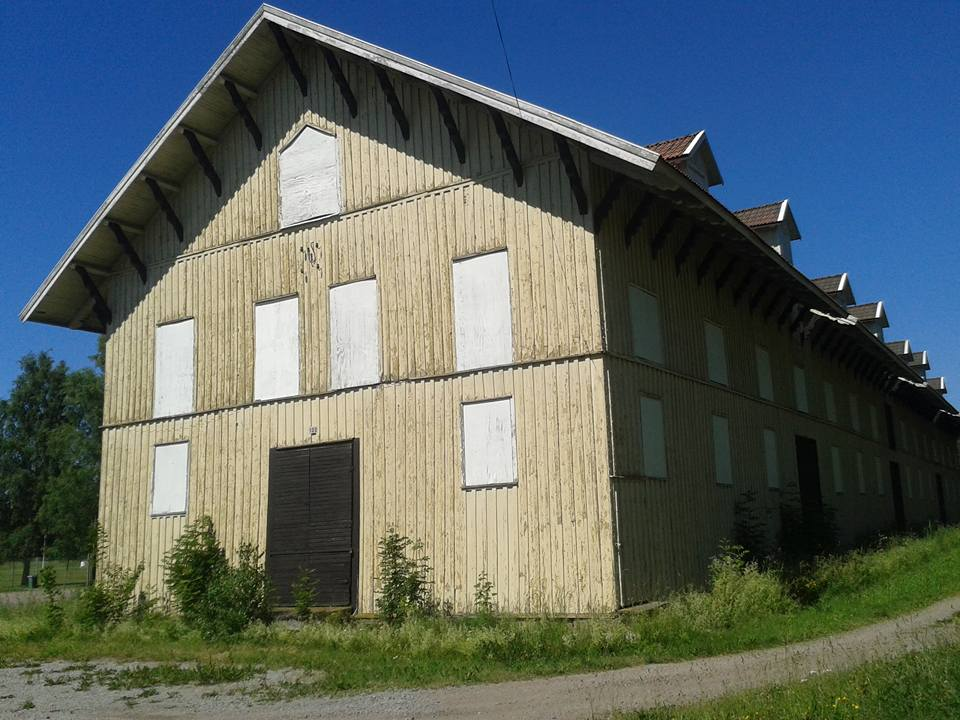
Byggnad tillhörande regementet på Axevalla hed.
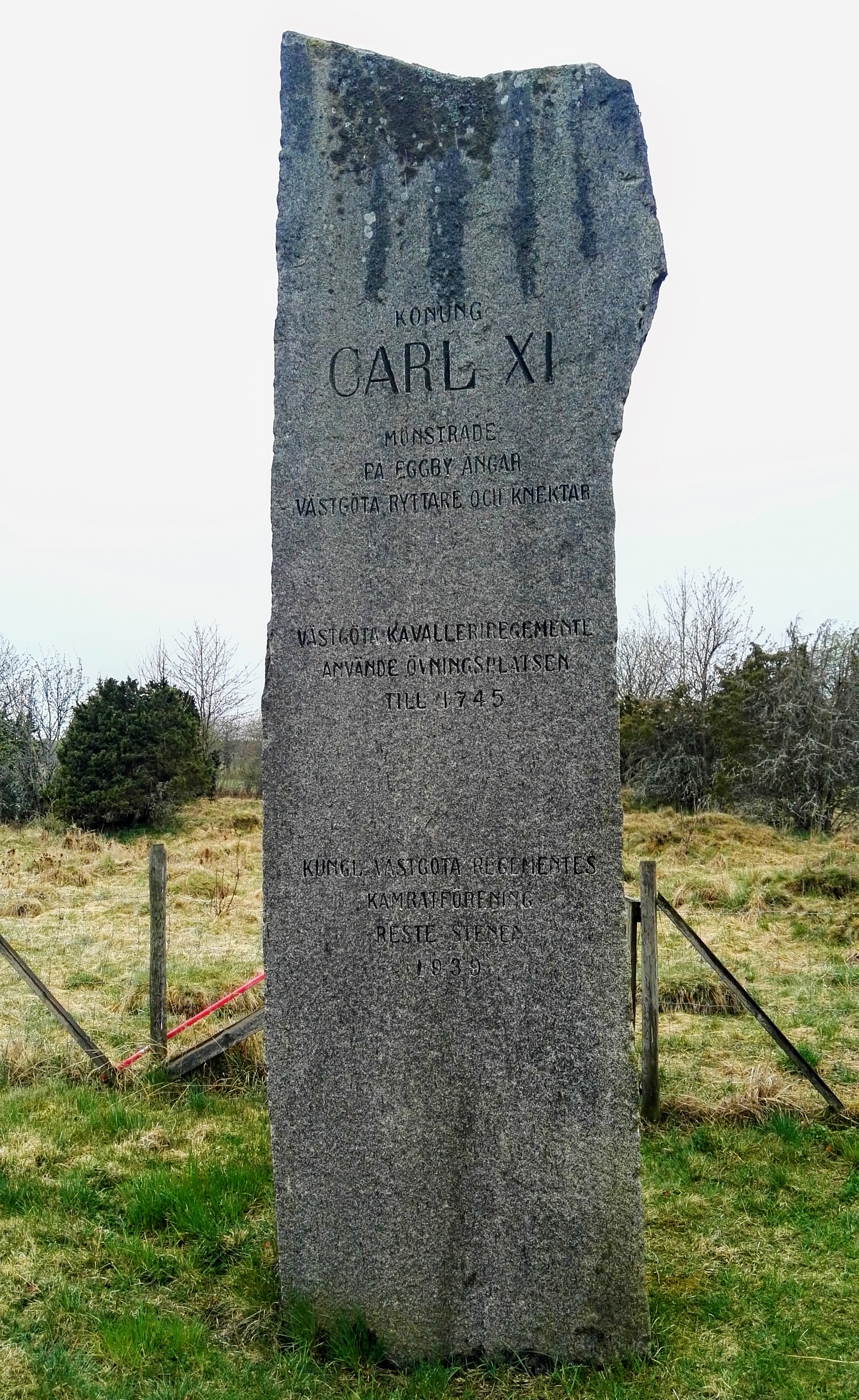
Minnessten över regementets verksamhet på Eggby ängar.
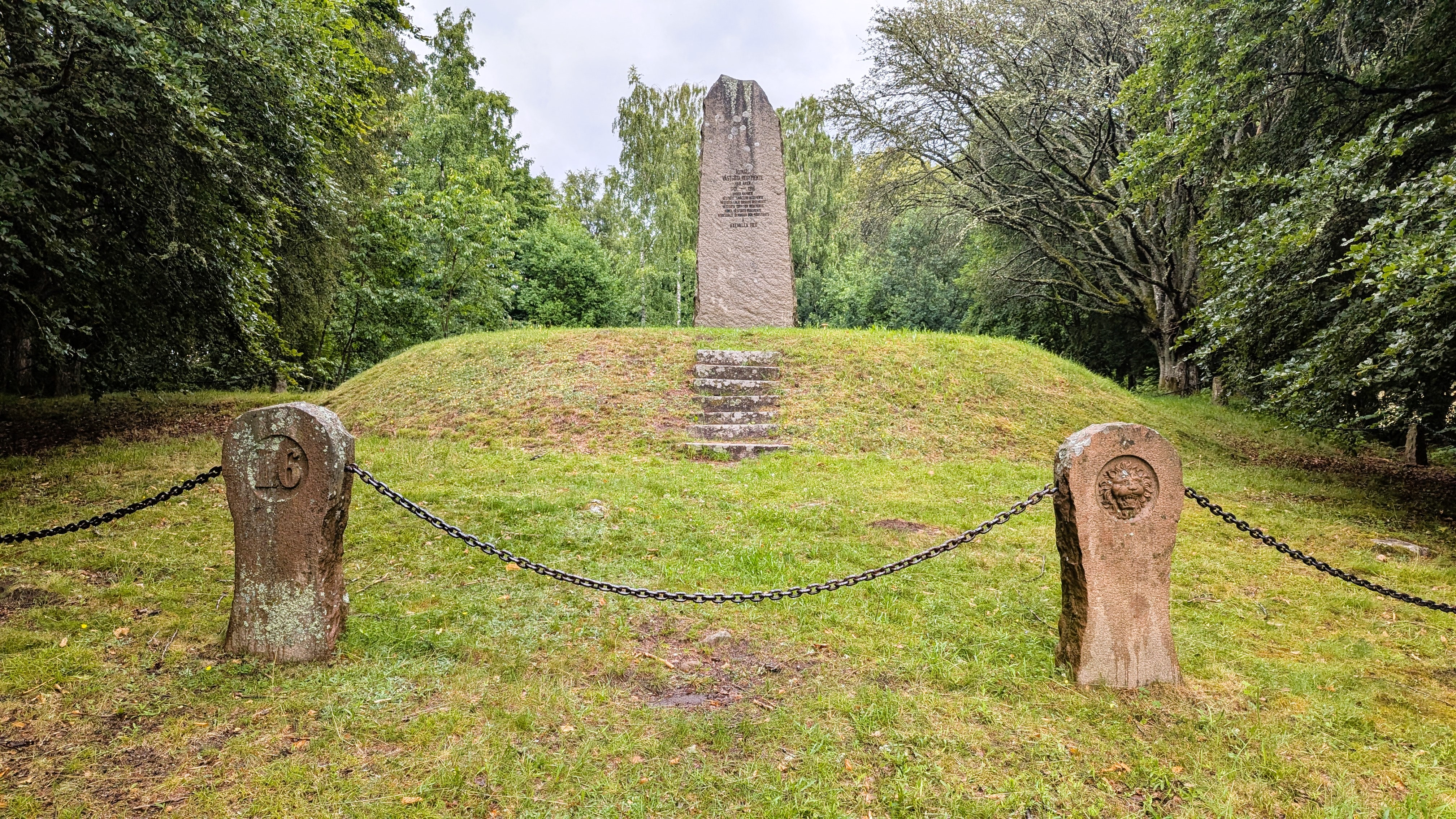
Minnessten över regementets verksamhet på Axevalla hed.
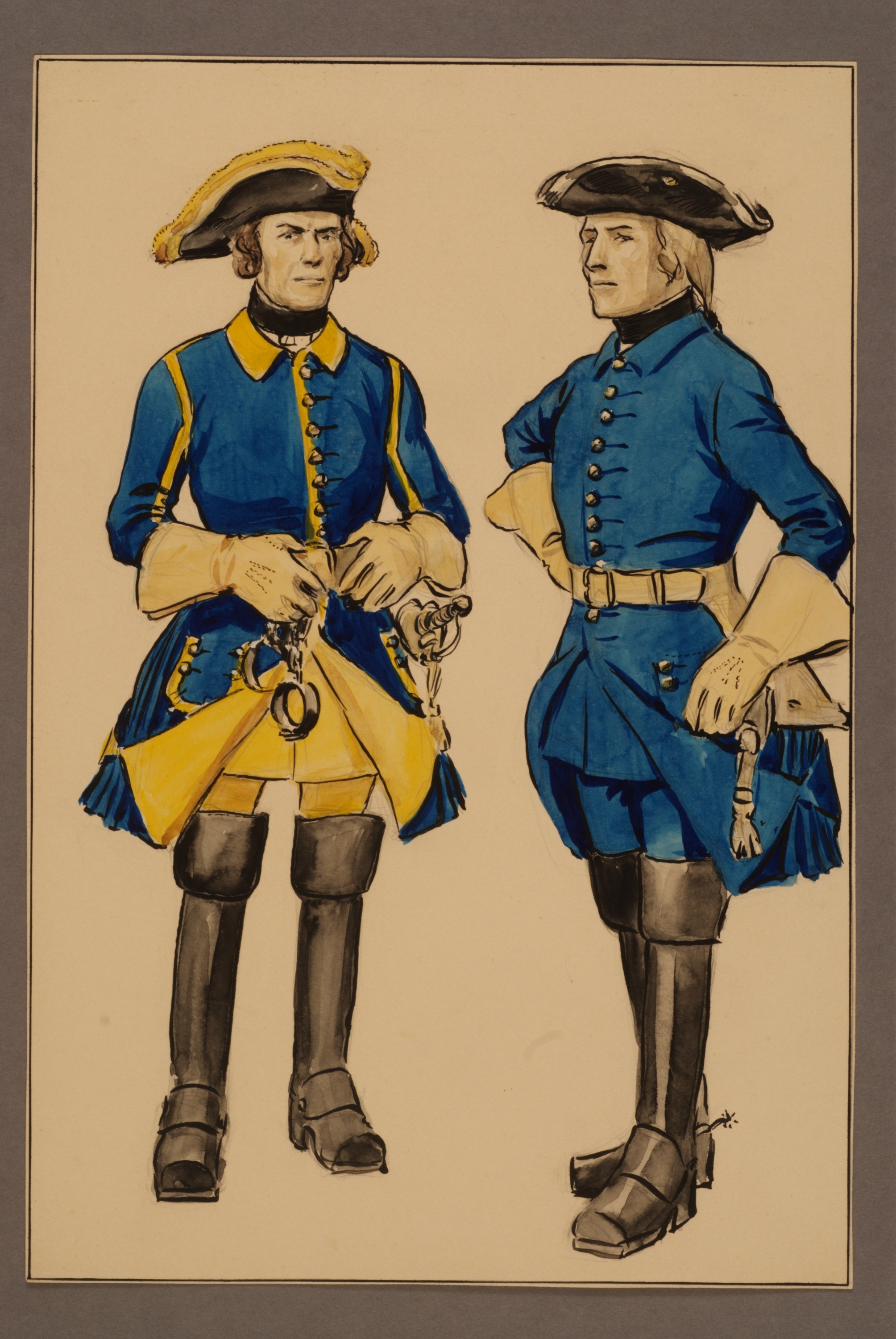
Profoss och sadelmakare vid Västgöta kavalleriregemente under tidigt 1700-tal.
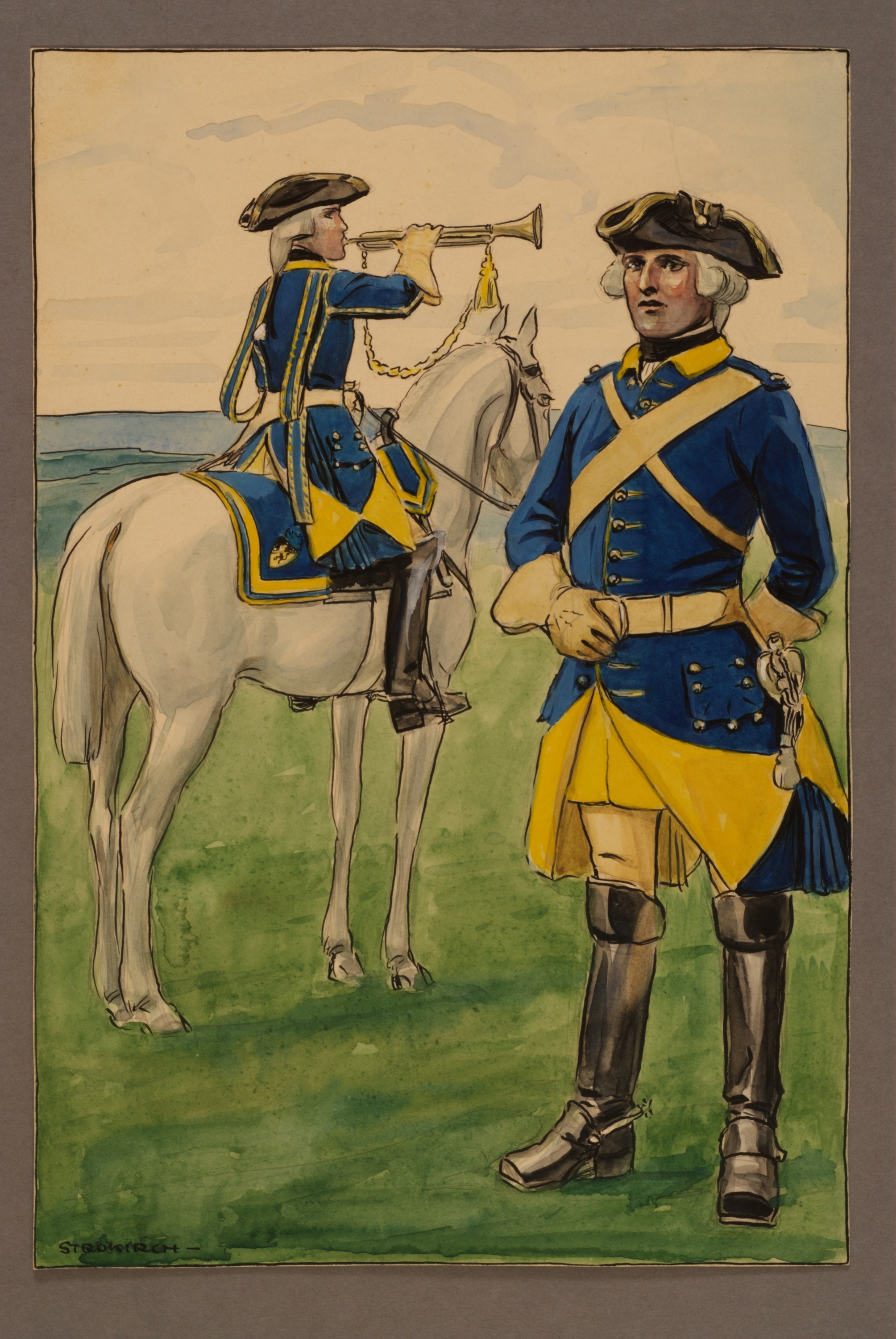
Trumpetare och underofficer vid Västgöta kavalleriregemente 1748
Uniform m/1779 på en bild från 1783